# Wendy Morton
Wendy Morton, née le 9 novembre 1967 dans le Yorkshire, est une femme politique britannique conservatrice, députée de la circonscription d'Aldridge-Brownhills depuis 2015.
Ancienne whip adjointe du gouvernement, elle est ensuite sous-secrétaire d'État parlementaire au Voisinage européen et aux Amériques.

## Jeunesse et carrière
Elle est née dans le Yorkshire du Nord où elle fréquente des écoles primaires et secondaires locales. Elle obtient ensuite obtenu un MBA à l'Open University.
Sa carrière commence en tant que cadre supérieur au service diplomatique au ministère des Affaires étrangères et du Commonwealth avant de travailler dans le secteur des affaires, dans les ventes et le marketing. Elle crée ensuite avec son mari une entreprise d'électronique qui conçoit et fabrique des produits électroniques pour l'industrie agricole.

## Carrière parlementaire

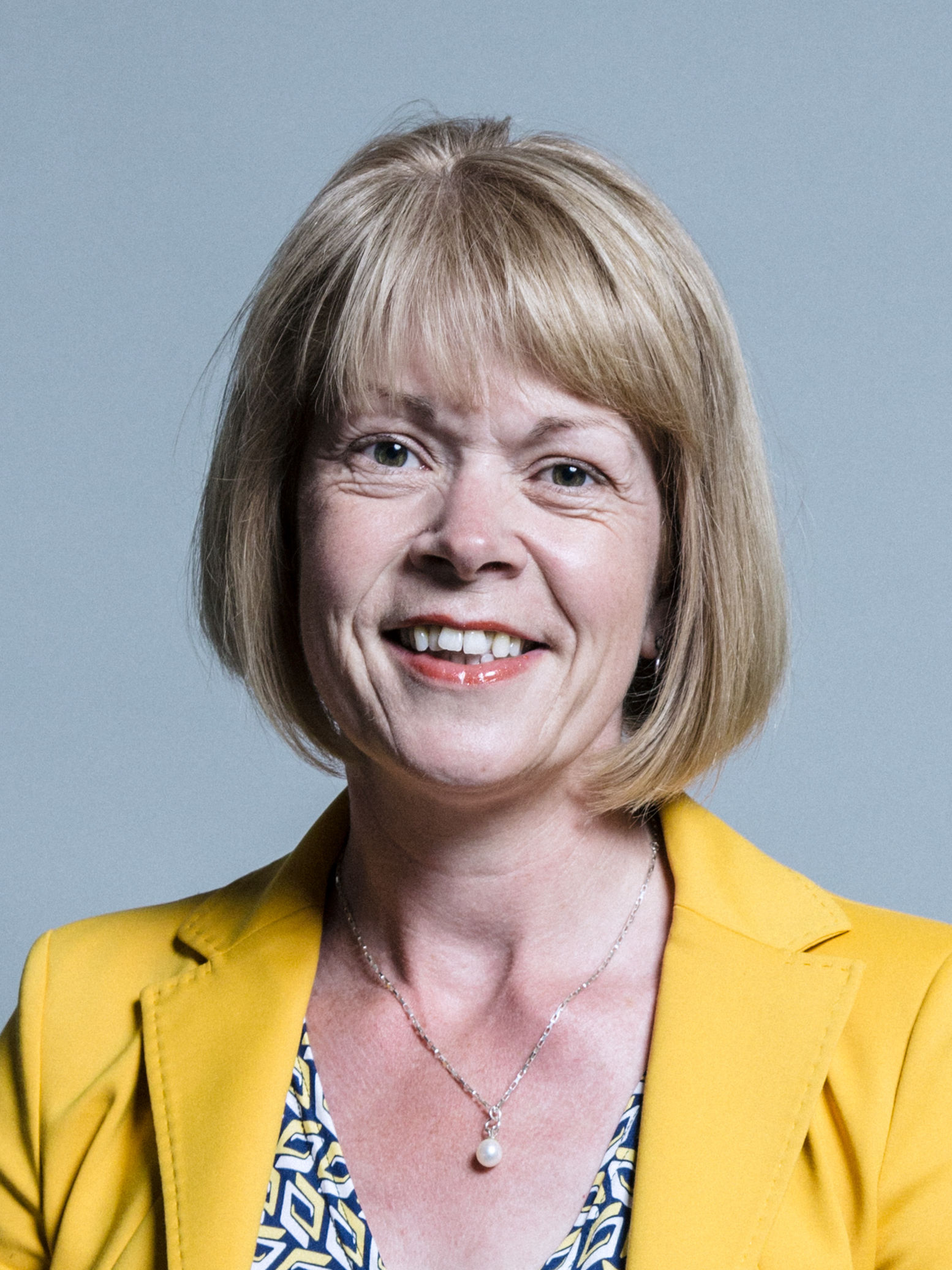
Portrait officiel de Wendy Morton.

Elle se présente à Newcastle upon Tyne Central en 2005, arrivant en troisième place. Elle est sélectionnée pour la circonscription de Tynemouth lors des Élections générales britanniques de 2010, une cible du Parti conservateur en 2010 mais elle est battue par Alan Campbell du Labour. Après la défaite de Morton, en septembre 2010, elle se présente à une élection partielle du North Tyneside Council pour le quartier de Battle Hill, où elle arrive en troisième place.
Elle est sélectionnée pour le siège d'Aldridge-Brownhills en janvier 2015 et l'emporte en mai avec 52% des voix. Elle prononce son premier discours le 3 juin 2015. Lors du Parlement de 2017, Morton siège au Comité international de développement.
Son premier projet de loi d'initiative parlementaire, portait sur le NHS (Charitable Trusts). Le projet de loi reçoit la Sanction royale le 23 mars 2016 et est désormais loi. Son deuxième projet de loi d'initiative parlementaire, sur l'audit local (accès public aux documents), reçoit la sanction royale le 27 avril 2017.
Morton est opposée au Brexit avant le référendum de 2016.
À l'été 2016, elle est nommée Secrétaire parlementaire privé au sein du nouveau Département des Affaires, de l'Énergie et des Stratégies industrielles.
Aux élections générales de 2017, Morton augmente sa majorité à 14307 voix et obtient 65,4% des voix. Lors du remaniement gouvernemental qui suit les élections, elle est promue au poste de secrétaire parlementaire de Priti Patel au ministère du Développement international.
Aux élections de 2019, elle augmente encore sa majorité, obtenant 27850 voix, soit 70,8% des voix.
Elle est nommée whip adjointe du gouvernement lors du remaniement le 9 janvier 2018. Elle est nommée sous-secrétaire d'État parlementaire au ministère de la Justice du ministère Johnson le 26 juillet 2019.